# 13777 Cielobuio
13777 Cielobuio è un asteroide della fascia principale. Scoperto nel 1998, presenta un'orbita caratterizzata da un semiasse maggiore pari a 2,940984 UA e da un'eccentricità di 0,091695, inclinata di 1,094872° rispetto all'eclittica. Ha un diametro di 4,687 km, un periodo di rotazione di 5,39 ore e un'albedo di 0,202.
Fa parte della famiglia di asteroidi Coronide.
L'asteroide è dedicato a CieloBuio, associazione italiana che promuove studi, soluzioni tecniche, leggi e regolamenti a tutela dell'oscurità del cielo notturno.